# Franz Brentano
Franz Clemens Honoratus Hermann Brentano, nemški filozof in psiholog, * 16. januar 1838, Marienberg, Boppard am Rhein, Nemčija, † 17. marec 1917, Zürich, Švica.
Leta 1874 je objavil svoje najpomembnejše delo Psihologija z empiričnega vidika, v njej je utemeljil svojo psihologijo akta (oz. intencionalizem). Med njegovimi učenci so bili tudi Alexius Meinong, Christian von Ehrenfels, Rudolf Steiner, T.G. Masaryk in Sigmund Freud.